# Банськи-Студенець
Банськи́-Студенець (словац. Banský Studenec) — село в окрузі Банська Штявниця Банськобистрицького краю Словаччини. Станом січень 2017 року в селі проживало 458 людей.

## Населення
| Рік:            | 1994. | 2004.   | 2014.   | 2024.   |
| --------------- | ----- | ------- | ------- | ------- |
| Кількість осіб: | 465   | 469     | 463     | 461     |
| Різниця:        |       | +0,86 % | -1,27 % | -0,43 % |

| Рік:            | 2023. | 2024. |
| --------------- | ----- | ----- |
| Кількість осіб: | 461   | 461   |
| Різниця:        |       | +0 %  |